# Будинок на Жилянській вулиці, 116-А
Будинок на Жилянській вулиці, 116-А — житловий будинок у Шевченківському районі Києва, на вулиці Жилянській. Зведений наприкінці XIX — на початку XX ст., проте, попри деяку архітектурно-історичну цінність охоронного статусу не має.

## Історія
Ділянка, на якій стоїть будинок № 116, за даними адресних книг щонайменше з 1899 року належала купцеві єврейського походження Й. Леву. Йосип Ісакович (справжнє ім'я — Іоселіан Іцкович) Лев був київським купцем 1-ї гільдії та у 1871 році заснував підприємство (фабрику) з виробництва залізних гнутих меблів та інших виробів з металу, сама фабрика розташовувалася на тій самій Жилянській вулиці під № 87. Продукцію фабрики Лева закуповували залізничні товариства, зокрема Московсько-Києво-Воронезька, Південно-Західна, Катерининська залізниці, пароплавні контори, різні державні установи тощо. Один із магазинів Лева розміщувався у його власному будинку № 116 по вулиці Жилянській. Окрім підприємницької діяльності, Йосип Лев був першим старостою синагоги, яка стояла на розі сучасних вулиць Гетьмана Павла Скоропадського і Вокзальної. 
Будинок Лева був зведений наприкінці XIX — на початку XX ст. у популярному в ті часи «цегляному стилі». Чоловий фасад має притаманну цегляному стилю симетричну трьохосьову композицію, сформовану ризалітами, прикрашеними пілястрами. Простір між ризалітами займають два ряди балконів, з другого по четвертий поверх. Фасад доволі рясно декорований ліпними неоготичними вставками над, під та між вікнами, зубчастим карнизом та міжповерховими поясами. Вікна прямокутні, у бічних ризалітах — вузькі, спаровані.
За радянських часів будинок націоналізували та розділили на 16 квартир. У 1980-1990-х роках у будинку провели капітальний ремонт із заміною внутрішніх перекриттів.
У 2000-х роках будинок спробували визнати аварійним, проте мешканці відстояли його через суд. Натомість аварійним визнали флігель будинку, який знесли для будівництва ЖК «Елегант». У 2015 році нежитлові приміщення у будинку № 116 рішенням (як пізніше виявилося — неіснуючим) Гребінківського районного суду Полтавської області вибули з комунальної власності, після чого були перепродані фізичній особі. У лютому 2022 року Київська прокуратура через апеляційний суд довела незаконність цього рішення і повернула приміщення у власність громади.

### Руйнування будинку
Після початку повномасштабного вторгнення Росії в Україну будинок зазнав значних пошкоджень вранці 17 жовтня 2022 року, коли Київ атакували дрони-камікадзе Shahed-136. Один з безпілотників влучив у будинок, що викликало пожежу та обвал частини споруди, внаслідок чого загинуло 5 осіб — молоде подружжя, яке очікувало на дитину, дві жінки та чоловік, змогли врятуватися 19 мешканців.
Того ж дня мер Києва Віталій Кличко, базуючись на попередньому обстеженні будинку, проведеному КП «Київекспертиза», заявив, що будинок визнаний аварійним і відбудові не підлягає. Втім, із таким рішенням не погодилися вцілілі мешканці будинку, які ініціювали його відновлення. Вже наступного дня кияни створили дві петиції щодо відбудови постраждалого будинку, одна з яких набрала необхідну кількість голосів, проте була відхилена. Рішення міської влади про відхилення петиції базувалося на даних все того ж попереднього обстеження будинку, зробленого в день теракту та на відсутності у будинку пам'яткоохоронного статусу. Мешканцям будинку спершу запропонували грошову компенсацію, пізніше — квартири у новобудові в Дарницькому районі, в місцевості Рембаза, що на околиці Києва, проте вони відмовилися та створили ОСББ, від імені якого борються за реставрацію будинку, зокрема, замовили незалежну технічну експертизу. Представники Міністерства культури та інформаційної політики також виступили за збереження будівлі.
Свою допомогу у відновленні будинку запропонували польські архітектори та реставратори. Однак міська влада впевнена у неможливості відбудови зруйнованої пам'ятки, проте заперечує чутки про будівництво на його місці сучасної будівлі та одним із варіантів розглядає створення тут меморіального скверу.
25 грудня 2022 року у відселеному будинку сталася пожежа на цокольному поверсі, причини займання невідомі.
У січні 2023 року на стінах будинку з'явилися два мурали роботи італійського вуличного художника Сальваторе Бенінтенде, відомого під нікнеймом TVBOY.

## Галерея

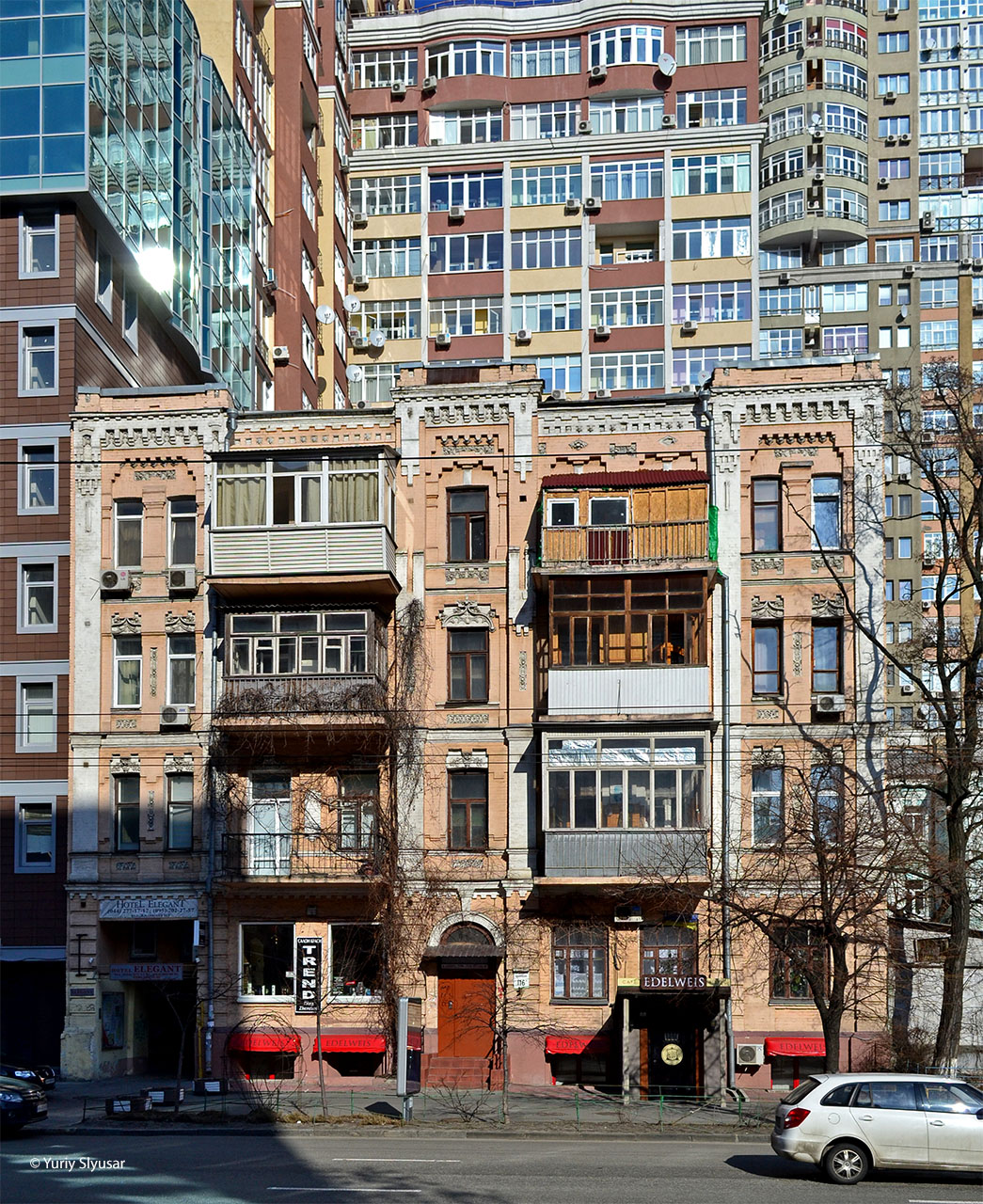
Будинок у 2016 році
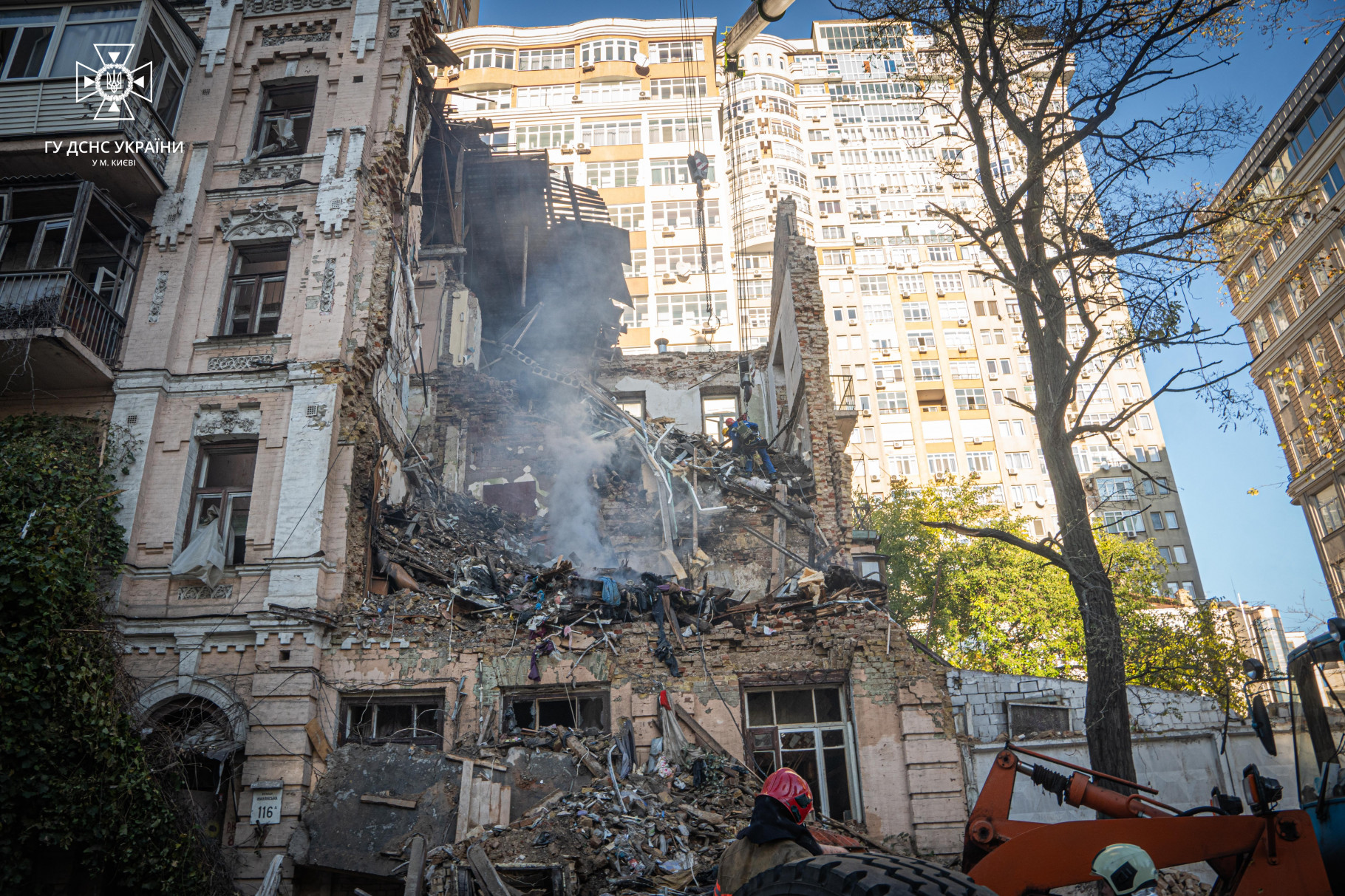
Наслідки атаки дронів
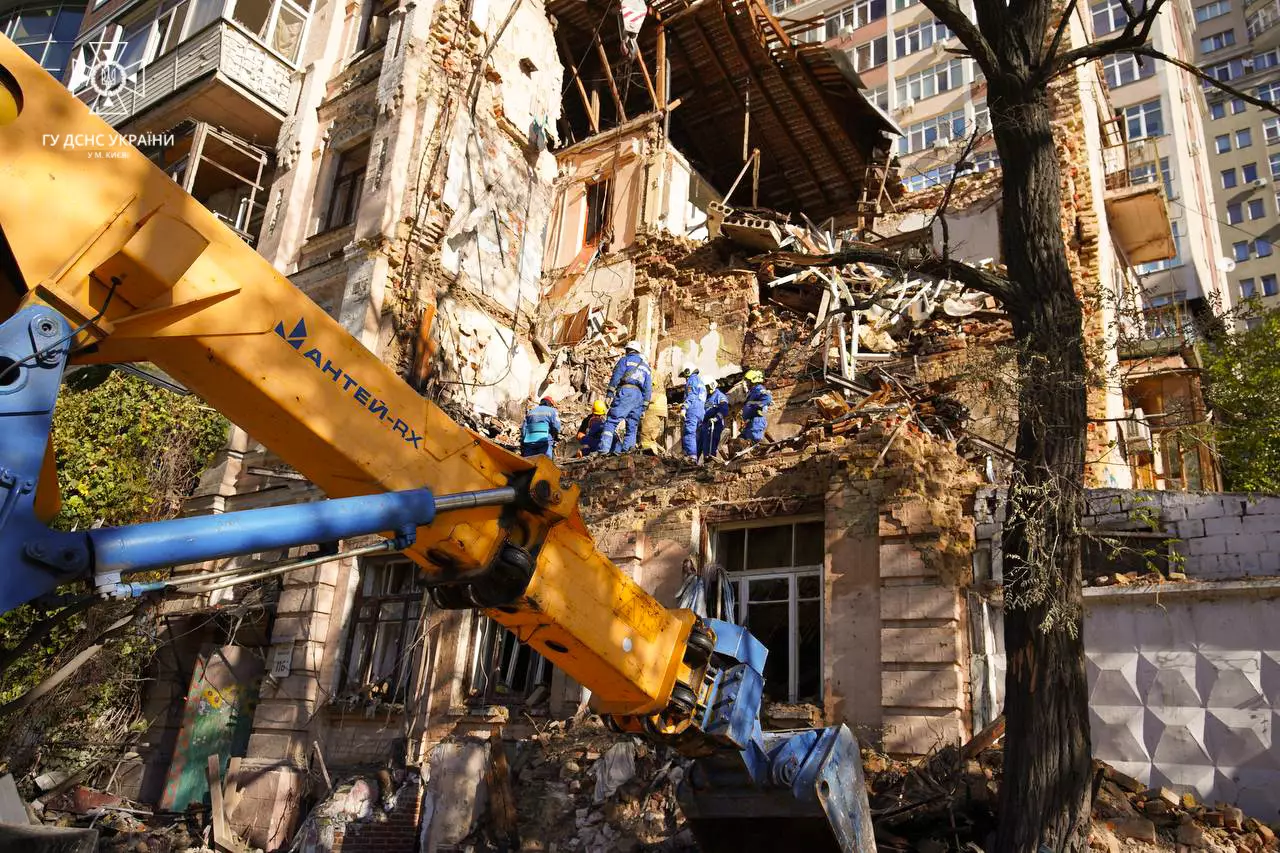
Пошукові роботи під завалами будинку